# Niko Bujas
Niko Bujas (ur. 14 kwietnia 1983 w Szybeniku) – chorwacki wioślarz.

## Osiągnięcia
- Mistrzostwa Świata Juniorów – Zagrzeb 2000 – czwórka ze sternikiem – 8. miejsce[1].
- Mistrzostwa Świata Juniorów – Duisburg 2001 – czwórka bez sternika – 15. miejsce[1].
- Mistrzostwa Europy – Brześć 2009 – ósemka – 7. miejsce[1].